# بنو نصر بن معاوية
بنو نصر بن معاوية بن بكر قبيلة هوازنية قيسية مضرية عدنانية وعادة ماتدعى النصور كانت أحد الفروع الرئيسية لقبيلة هوازن، وهي من عليا هوازن، كانت لهم نخل وأموال في عكاظ ومساكنهم في أرض الطائف وجلدان ونجد، هاجر بعض بنو نصر إلى سوريا أثناء الفتح الإسلامي لدمشق ولهم دار تعرف بهم وهجرتهم الثانية في العهد الأموي لمصر وكانت في القرن الثاني للهجره وتنسب لهم جزيرة بني نصر.

## نسبهم
النسبة لهم هي (النَّصْريُّ) وهذه النسبة من المتشابه، لذلك يكثر فيها التصحيف فيقال: (البَصْريُّ) و (النَّضْريُّ) و (النَّضَريُّ)
ينتسب بنو نصر إلى:
نصر بن معاوية بن بكر بن هوازن بن منصور بن عكرمة بن خصفة بن قيس عيلان بن مضر بن نزار بن معد بن عدنان
أمه هي:
رقاش بنت ناقم بن جدّان بن جديلة بن أسد بن ربيعة بن نزار
تزوج نصر من:
بنت عامر بن الظرب العدواني
وانجب:
- عوف[14]
- دهمان[15]
- بكر[16]

واخوة نصر بن معاوية هم:
- الحارث
- صعصعة
- دحية
- دحوة
- جحوش
- جحاش
- شيبان
- السباق
- عوف
- جشم وهو جد بنو جشم بن معاوية.[17]

### أقرب القبائل نسبا لبني نصر

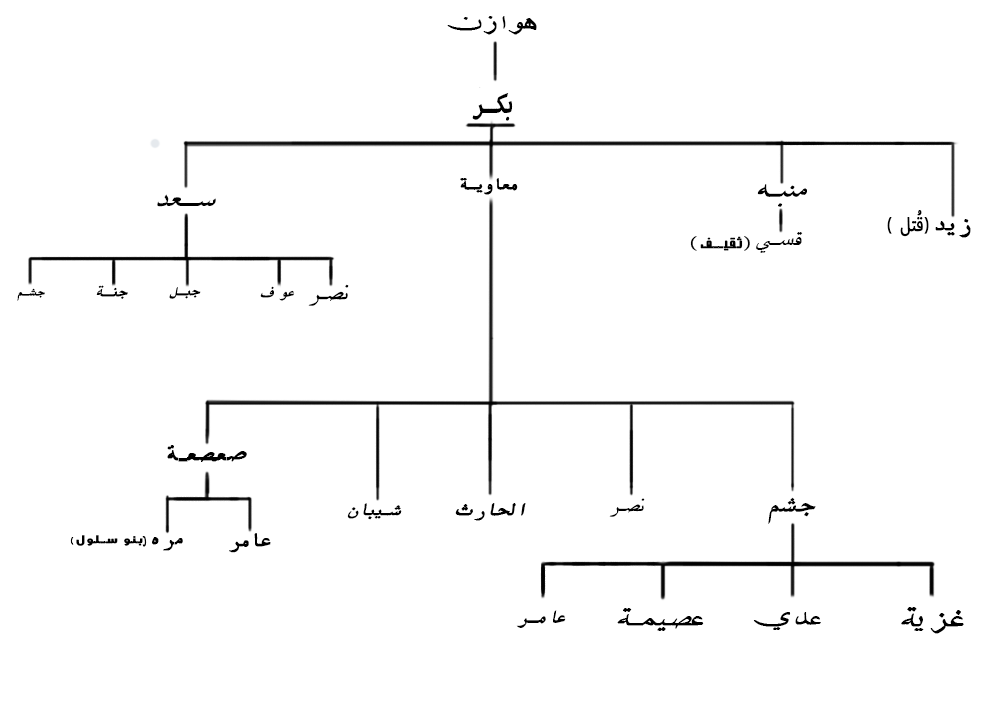
شجرة بكر بن هوازن

أقرب القبائل نسباً لبني نصر هي: بني جشم بن معاوية، (اخوتهم) وبنو سعد، ثم ثقيف وكل من نسب لمعاوية بن بكر. 

### بنو نصر حاليا والقبائل التي من نسلهم
ناصرة
وهم قبيلة ذكرهم الشريف البركاتي، وانهم من بنو نصر بن معاوية، وهم ناصرة بنو الحارث.

### الدهسة
وهم فخذ من القثمة من قبيلة عتيبة، وهم من بنو نصر بن معاوية، حسب رواية مناحي بن ضاوي القثامي. وعتيبة نسبهم يعود لعتيبة بن كعب بن هوازن بن صالح بن شباب بن عبد الرحمن بن الهيثم بن أبي ذؤيب السعدي. وعتيبة بن كعب تم ذكره بشكل غير مباشر في كتاب الطبقات الكبرى لأبن سعد عبر ذكر زوجة معاذ بن عبد الرحمن التيمي المتوفي ما بين 91 هـ إلى 100 هـ زيينة بنت عتيبة من بني سعد بن بكر.

## فروع بنو نصر

### بنو عوف
وهم بنو عوف بن نصر بن معاوية بن بكر بن هوازن.
ومن ابناءه وبطونه:
بنو جذيمة بن عوف
ومنهم بنو سبيعة وهم من قريش وأمهم سبيعة بنت الأحب بن زبينة بن جذيمة وأنتسبوا لها ويُعرفون بها.
بنو كلفة بن عوف
ومنهم زفر بن حرثان بن الحارث الكلفي النصري، وافد الرسول صلى الله عليه وسلم، ومنهم عبدة بن حزن النصري الكوفي راوي حديث.
بنو عباد بن عوف
ومنهم عبد الواحد بن عبد الله العبادي النصريوالي المدينة في إيام يزيد بن عبد الملك ووالي حمص ومنهم زياد بن عمير العبادي شاعر وعبد الرحمن بن بسر العبادي من أهل دمشق وصبح بن سعيد العبادي من شعراء أهل دمشق.
جحاش بن عوف
عميرة بن عوف
حاشية بن عوف

### بنو دهمان
وهم بنو دهمان بن نصر بن معاوية بن بكر بن هوازن.
وهم أكثر بني نصر بلعدد والديار ويتفرعون إلى:
بني حبيب
وهم بنو حبيب بن وائلة بن دهمان بن نصر
ومنهم عُتيبة بن الحارث بن مُدرك الحبيبي النصري، فارس وشاعر كان مع هوازن يوم حنين ثم أسلم ومن بطونهم بني عتر بن حبيب ومنهم مُضرس بن سفيان العتري وفد على الرسول صلى الله عليه وسلم فأسلم وشهد معه يوم حنين وذكره عباس بن مرداس في شعره.
بنو غلاب
وهم فرع من بني حبيب وغلاب هي جده لهم وهم بنو الحارث بن أوس بن النابغة بن عتر بن حبيب وهم فرع اخر.
ومنهم خالد بن الغلاب، له صحبه ورواية الحديث وكان خالد على بيت المال لعمر بن الخطاب وولاه عثمان بن عفان أصبهان وبلغة حصار عثمان ثم أنتقل عنها وسكن البصرة وهو شاعر ومنهم معاوية بن عمرو الغلابي محدث ثقة ولي القضاء أياما بعد عباد بن منصور وحفص بن عمرو الغلابي كان خطيبًا يقوم بأمر دار القتب بالبصرة ومحمد بن غسان الغلابي روى عنه أبي الدنيا.
وأبو أمية الأحوص بن الفضل الغلابي، روى عن أبيه وتوفي سنة 300 هـ في السجن وله اخبار.
بني يربوع
وهم بنو يربوع بن وائلة بن دهمان بن نصر ومنهم:
سبيع بن ربيعة بن معاوية النصري وكان سبيع على بني نصر وثقيف يوم الفجار الرابع وله أبيات تمثل بها أبو جعفر المنصور. مالك بن عوف بن سعد النصري، الشاعر الفارس الشهير قائد هوازن يوم حنين، كان رئيسا مقداما سكن دمشق في دار تُعرف بدار بني نصر، واسم فرسه العجّاج. أوسُ بن الحدثان اليربوعي له صحبة راوي حديث. وبني شيطان بن يربوع نزلوا بالمدينة المنورة مع مزينة.
بنو جعيل
وهم بنو جعيل بن عمرو بن دهمان بن نصر
ومنهم بني حُماس بن ظالم بن جعيل، وبهم عرفت جزيرة بني نصر في مصر، وكانت لبني حماس شوكة شديدة بأرض مصر.

### بكر بن نصر
ومنهم إسماعيل بن إسحاق ابن إبراهيم بن زياد بن الأسود بن زياد بن نافع بن معاوية بن عوف بن صعصعة بن بكر بن نصر بن معاوية، من أهل إستجة في الأندلس.

### فروع آخر
وهي فروع لم تذكر نسبها الواضح لبني نصر ولكنهم من بني نصر وهم كتالي:
- بنو أمة (أموي)[37]
- الشعيث (الشعيثي)[38]
- بنو طريف (الطريفي)

## ديار بني نصر
في الجاهلية بني نصر كانت تسكن نجد والحجاز وفي الإسلام أنتشرو في الأراضي فمنهم من ذهب لمصر وسوريا والعراق وغيرها، ومن معالم ديارهم:
- جبل أبراق، في نجد
- وادي أجارد، قرية من قرى الطائف
- أشْرَفُ،بالحجاز
- ماء أحامرةُ
- هضبة إصبع، بجلدان
- ماء أوقح، شرق كلاخ, لبني جذيمة فقط
- بحرة
- جبل بُس، في نجد،
- ماء البردان، في الحجاز، لبني عوف فقط
- وادي بسل، في الطائف
- بُسَيُّ
- بلبيس، في مصر بالشرقية على عشرْةِ
- جبل بسيان
- وادي بطحان، في المدينة
- ماء الجفر
- الركايا، في نجد
- ماء عُتائد، في الحجاز لبني عوف خاصة
- ماء عدامة، في نجد
- ماء العزفُ، بلقرب من شعفين
- قرية الفتقُ، بلقرب من مكة
- فرثةُ، هضبة بجلدان
- ماء القُلُبُ
- ماء المُحدّث
- ماء المدراء
- ماء بَنَاتُ، لبني دهمان خاصة.
- ماء بقعاء، بين الحجاز وبين ركبة
- جلدان، ثنية قرب الطائف
- جبل الجمد، في نجد
- دار بني نصر، في دمشق
- ذات أشراع، في الحجاز
- ماء ذو شبكٍ، في الحجاز
- ماء الذؤيب، في نجد لبني دهمان خاصة
- جبل رهوة
- السوْدُ، في نجد
- شعفان، بغور تهامة[10][39]

## أخبار بني نصر
حروب الفجار
سُمي يوم الفجار بما أستحلت بين كنانة وقيس عيلان في من المحارم بينهم وأنهم أقتتلوا في الأشهر الحرم. وسبب الأول في هاذي الحرب قول أبو عبيدة: كان أول أمر الفجار أنّ بدر بن معشر الغفاري أحد بني غفار بن مالك بن ضمرة بن بكر بن عبد مناف بن كنانة كان رجلا منيعا مستطيلا بمنعته على من ورد عكاظ، فاتخذ مجلسا بسوق عكاظ، وقعد فيه وجعل يبذخ على الناس ويقول:
نحن بنو مدركة بن خندف‌
من يطعنوا في عينه لا يطرف
و من يكونوا قومه يغطرف‌
كأنهم لجّة بحر مسدف
و بدر بن معشر باسط رجليه يقول: أنا أعزّ العرب، فمن زعم أنه أعزّ مني فليضرب هذه بالسيف، فهو أعز مني فوثب رجل من بني نصر بن معاوية، يقال له الأحمر بن مازن بن أوس بن النابغة، فضربه بالسيف على ركبته، فأندرها، ثم قال: خذها إليك أيها المخندف، وهو ماسك سيفه، وقام أيضا رجل من هوازن، فقال:
أنا ابن همدان ذوي التّغطرف‌
بحر بحور زاخر لم ينزف
نحن ضربنا ركبة المخندف‌
إذ مدّها في أشهر المعرّف
و في هذه الضربة أشعار لقيس كثيرة.
ومن أيام بني نصر في الجاهلية هي:
يوم الغَميمِ
وهو يوم أغار فيه بنو عامر وبنو نصر على بني كنانة، وفي ذلك يقول حناك بن ثابت الجشمي:
جزى الله خيراً آل عمرو بن عامر وأبناء نصر إذ كفوا من تعتبا
تركنا أبا قيس أسامة ثاوياً وفروة أجررنا سناناً وثعلباً
يوم الأُنانِ
كانت حرب ثقيف التي كانت بين الأحلاف وبني مالك أن بني معتب بن مالك من الأحلاف، وكانو أهل ثروة وعددٍ، وكانت لهم خيل، فحموا لها حمى من أرض بني نصر فقاتلوهم في حتى لجت الحرب بينهم وبين الأحلاف، فلما لجت الحرب بين بني يربوع من بني نصر وبين الأحلاف، اغتنمت ذلك بنو مالك وإخوتهم من ثقيف لضعائن بينهم وبين الأحلاف، فأرداو أن يكونوا هم وبني يربوع من بني نصر على الأحلاف يداً واحدة، فحالفوا بني يربوع على الأحلاف، فلما سمعت الأحلاف ذلك اجتمعوا لحربهم وأنضم بعضهم يومئذ إلى بعض ورئيس الأحلاف ذلك مسعود بن معتب وهو كان حلف الحلفاء بين ثقيف وقيس ورئيس بني مالك جندب بن عوف، فكان أول قتال اقتتل فيه الاحلاف وبنو مالك وحلفائوهم ومن بني يربوع يوما لطائف فاقتتلوا قتالا شديدا، فساقتهم الاحلاف حتى أخرجوهم منه إلى وادٍ من وراء الطائف يقال له (نخب) فألجؤوهم إلى جبلٍ، يقال له التوءم، فقتلت بنو مالك وبنو يربوع عنده مقتلهة عظيمة في شعب من شعاب ذلك الجبل فسمي شعب الانان لانين القتلى فيه قال عنترة:
إِنّي أَنا عَنتَرَةَ الهَجينُ
فَجُّ الأَتانِ قَد عَلا الأَنينُ

### ديارهم وهجرتهم الحديثه
ولم تهاجر بني نصر الا بعد الإسلام في عهد فتح دمشق وكان أولهم مالك بن عوف سيدهم ومن بعدها أنتشرو في البلدان وبقي منهم في ديارهم الاصلية
السعودية والخليج العربي
وهم في ديارهم الأصلية ولكن هم في قبيلة عتيبة وهم فرع يدعى (الدهسة) وينتشرون في نجد،  حسب رواية مناحي بن ضاوي القثامي، ومن هجر بني نصر عن بلادهم الأصل هي:
مصر
سكن بني نصر مصر سنة 109 هـ وسكنوا منطقة بلبيس ومنها سكنوا جزيرة بني نصر: منسوبة إلى بني نصر بن معاوية بن بكر بن هوازن، وذلك أن بني حماس بن ظالم بن جعيل بن عمرو بن دهمان بن نصر بن معاوية بن بكر بن هوازن، كانت لهم شوكة شديدة بأرض مصر، وكثروا حتى ملؤوا أسفل الأرض، وغلبوا عليها حتى قويت عليهم، قبيلة من البربر تعرف: بلواتة، ولواتة تزعم أنها من قيس، فأجلت بني نصر، وأسكنها الجدار، فصاروا أهل قرى في مكان عرف بهم وسط النيل، وهي جزيرة بني نصر هذه.
سوريا
وكان من نصر بن معاوية بطن نزل بأرض حلب ونسل بها يقال لهم بنو طريف، وهم أهل مدر ووبر بالغور وما والى تلك الأرض، كانوا بها ومواليهم ولهم وليّة وهي تسمى (دار بني نصر) كان فيها مالك بن عوف النصري وهي في دمشق وأكثر بني نصر في دمشق فمنهم عبد الواحد النصري الدمشقي راوي حديث
الأندلس
وأما قيس عيلان ففي الأندلس كثير منهم هوازن من ينتسب إلى بكر بن هوازن قال بن غالب: ولهم منزل بجوفيّ بلنسية على ثلاثة أميال منها، وبإشبيلية وغيرها ومنهم خلق كثير، منهم بنو حزم، وهم بيت مشهور وهم غير عن بني حزم الذي منهم أبو محمد بن حزم، ومن بني نصر بن معاوية في الأندلس إسماعيل بن اسحاق النصري من المحدثين المشهورين

## وفدهم
وفد على الرسول ثلاثه من بني نصر عنهم الأول زفر بن حرثان الكلفي النصري والثاني مضرس بن سفيان العتري النصري أسلم وشهد حنين مع الرسول وذكره العباس بن مرداس في شعره وأما وفد القبيلة فكان بعد أنتهاء غزوة حنين أتو إلى وادي الجعرانة لماذا جاءوا إلى هذا المكان الآن؟ هل جاءوا للتهديد والوعيد، أم جاءوا للمفاوضات مع الرسول عليه الصلاة والسلام، أم جاءوا لتحديد موعد جديد للقتال والثأر؟ لم يأتوا لهذا كله، وإنما جاءوا للإسلام، جاء وفد هوازن يعلن إسلامه بين يدي رسول الله صلى الله عليه وسلم، وكان الوفد مكوناً من أربعة عشر نفراً، ومنهم أحمر بن مازن العتري النصري يمثلون بطون بني سعد وبني نصر بن معاوية.

## مشاهير بني نصر بن معاوية
- مالك بن عوف النصري
- حرثان بن ذكوان الكلفي النصري
- ربيعة بن عثمان النصري أول عربي قتل عجميا يوم القادسية[55]
- خالد بن غلاب صحابي
- عبد الواحد بن عبد الله النصري والي المدينة المنورة في عصر الامويين
- عبد الواحد بن عبد الله بن كعب النصري محدث
- إسماعيل بن إسحاق النصري
- أبو القاسم ابن الطحان الفقيه الأندلسي
- شجرة النصري صحابي
- أحمر بن مازن العتري النصري صحابي
- أوس بن الحدثان اليربوعي النصري صحابي
- عبد بن حزن النصري الكوفي صحابي
- الحجاج بن عبيد الله النصري صحابي
- مالك بن عمرو النصري صحابي
- مالك بن أنس النصري صحابي[54]